# Stagmatoptera

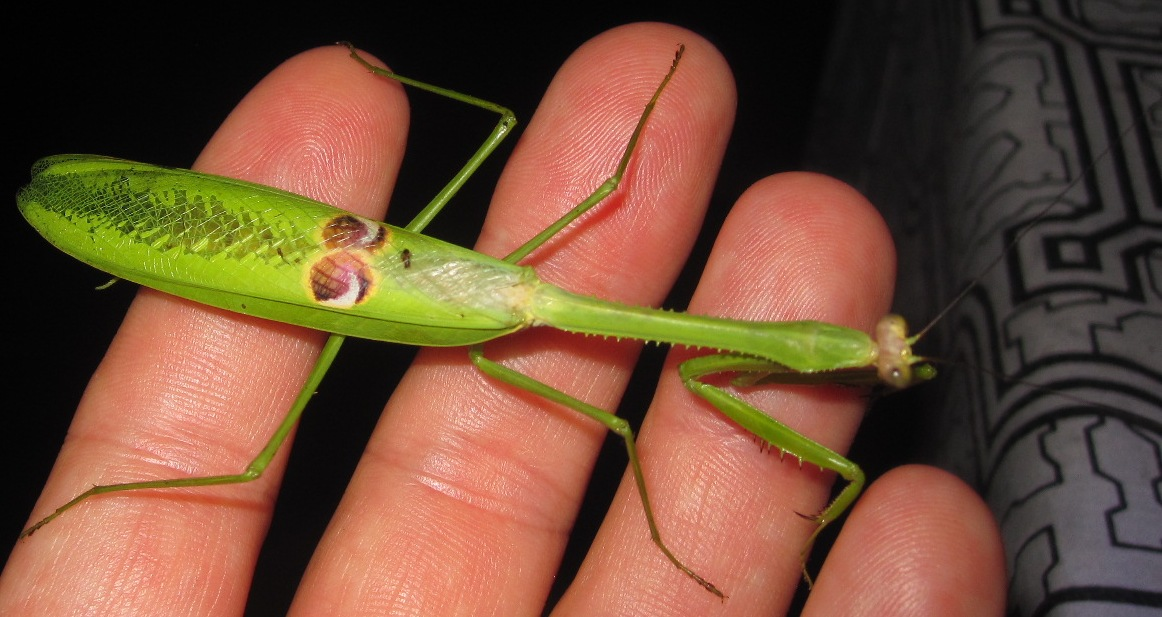
Взрослая самка богомола Stagmatoptera supplicaria из Амазонских лесов Перу, Nauta

Stagmatoptera (лат.) — род насекомых из семейства настоящих богомолов (Mantidae).

## Описание
Богомолы средних и крупных размеров, длина тела от 49,8 до 98,7 мм. Обладают характерными круглыми пятнами на крыльях.
Глаза округлые, голова без выступов; пронотум спереди округлый; задняя часть бёдер не увеличена; задние голени с дорзальными килями; церки цилиндрические.

## Распространение
Встречаются в Южной и Центральной Америке (Коста-Рика, Панама).

## Классификация
На июль 2019 года в род включают 14 видов, из них два в неопределённом статусе (S. abdominalis и S. indicator как Species inquirenda из-за утери типовых экземпляров и устаревшего формального описания 1792 года):
- Stagmatoptera abdominalis Olivier, 1792
  - = Mantis urbana Lichtenstein, 1802
- Stagmatoptera binotata Scudder, 1869 — Бразилия, Перу, Французская Гвиана
  - = Stagmatoptera praedicatoria Saussure, 1870
- Stagmatoptera biocellata Saussure, 1869 — Бразилия
- Stagmatoptera cerdai Rodrigues, 2016 — Венесуэла, Тринидад и Тобаго
- Stagmatoptera diana Rodrigues, 2016 — Венесуэла, Колумбия
- Stagmatoptera femoralis Saussure & Zehntner, 1894 — Бразилия, Колумбия, Парагвай [?], Суринам
  - = Stagmatoptera ignota Giglio-Tos, 1914
- Stagmatoptera hyaloptera Perty, 1832 — Аргентина, Боливия, Бразилия, Парагвай, Французская Гвиана [?]
  - = Mantis  bogedetica Lichtenstein, 1802
  - = Stagmatoptera pavonina Burmeister, 1838
- Stagmatoptera indicator (Olivier, 1792)
- Stagmatoptera luna Serville, 1839
  - = Stagmatoptera pumila Werner, 1925
- Stagmatoptera pia Saussure & Zehntner, 1894 — Бразилия
  - = Stagmatoptera nova Beier, 1930
- Stagmatoptera precaria Linnaeus, 1758 — Бразилия
  - = Mantis annulata Stoll, 1813
  - = Mantis obsecraria Lichtenstein, 1802
  - = Mantis octosetosa Goeze, 1778
  - = Mantis rogatoria Stoll, 1813typus
- Stagmatoptera reimoseri Beier, 1929 — Бразилия, Парагвай
- Stagmatoptera septentrionalis Saussure & Zehntner, 1894
  - = Stagmatoptera incerta Giglio-Tos, 1914
  - = Stagmatoptera minor Saussure & Zehntner, 1894 — Венесуэла, Колумбия, Коста-Рика, Тринидад и Тобаго, Французская Гвиана,
- Stagmatoptera supplicaria Burmeister, 1838 — Боливия, Бразилия, Венесуэла, Колумбия, Перу, Суринам, Тринидад и Тобаго, Французская Гвиана, Эквадор
  - = Stagmatoptera flavipennis Serville, 1839